# Axerafe Hotaqui
Xá Axerafe Hotaqui, (pastó, Dari, Urdu, Arábico: ‌ شاہ أشرف ہوتک), também conhecido como Xá Axerafe Guilji (pastó: شاه اشرف غلجي‎) (morto em 1730), filho de Abdalazize Hotaqui, foi o quarto governante do Império Hotaqui. Um afegão dos pastós Guilji, ele serviu como comandante no exército de Mamude Hotaqui durante sua revolta contra os enfraquecidos safávidas do Império Persa. Axerafe também participou da Batalha de Gulnabade. Em 1725, ele brevemente ascendeu ao trono (Xá da Pérsia) depois da morte de seu primo, Mamude.
Sobrinho de Mirwais Hotak, seu reinado foi caracterizado pelo declínio do poder do Império Hotaqui sob forte pressão dos Turcos, Russos, e persas.
Axerafe Cã interrompeu as investidas russas e turcas. Ele derrotou o Império Otomano, que queria que o seus antigos rivais, os Safávidas, voltassem ao trono, em uma batalha perto de Quermanxá depois que o inimigo chegou perto de Ispaã. Isso fez com que negociações de paz ocorressem na Sublime Porta, que foram brevemente quebradas depois que o embaixador de Axerafe insistiu que seu mestre fosse o Califa do leste e do Oeste. Isso causou grande ressentimento aos otomanos, mas o acordo de paz foi finalmente assinado em Hamadã devido a superior diplomacia otomana no outono de 1727.
O exército persa do xá Tamaspe II (um dos filhos do Sultão Huceine) com a liderança de Nader Xá derrotou as forças Guilji de Axerafe em uma decisiva batalha conhecida como Batalha de Dangã em outubro de 1729, banindo e expulsando os afegãos para onde agora é o Afeganistão.

## Morte
Durante a retirada, Axerafe foi capturado e morto pelo Cã de Calate, Mir Moabate Cã Baloche em 1730. A morte de Axerafe Cã marcou o fim do controle hotaqui sobre a Pérsia, mas o Afeganistão ainda estava sobre o controle de Huceine Hotaqui até a conquista de Nader Xá em 1738 da cidade de Candaar onde o jovem Amade Xá Durrani era mantido prisioneiro. Isso foi apenas uma breve pausa para o estabelecimento do último império afegão por Ahmad Shah Durrani em 1747.